# St. Markus (Oberickelsheim)

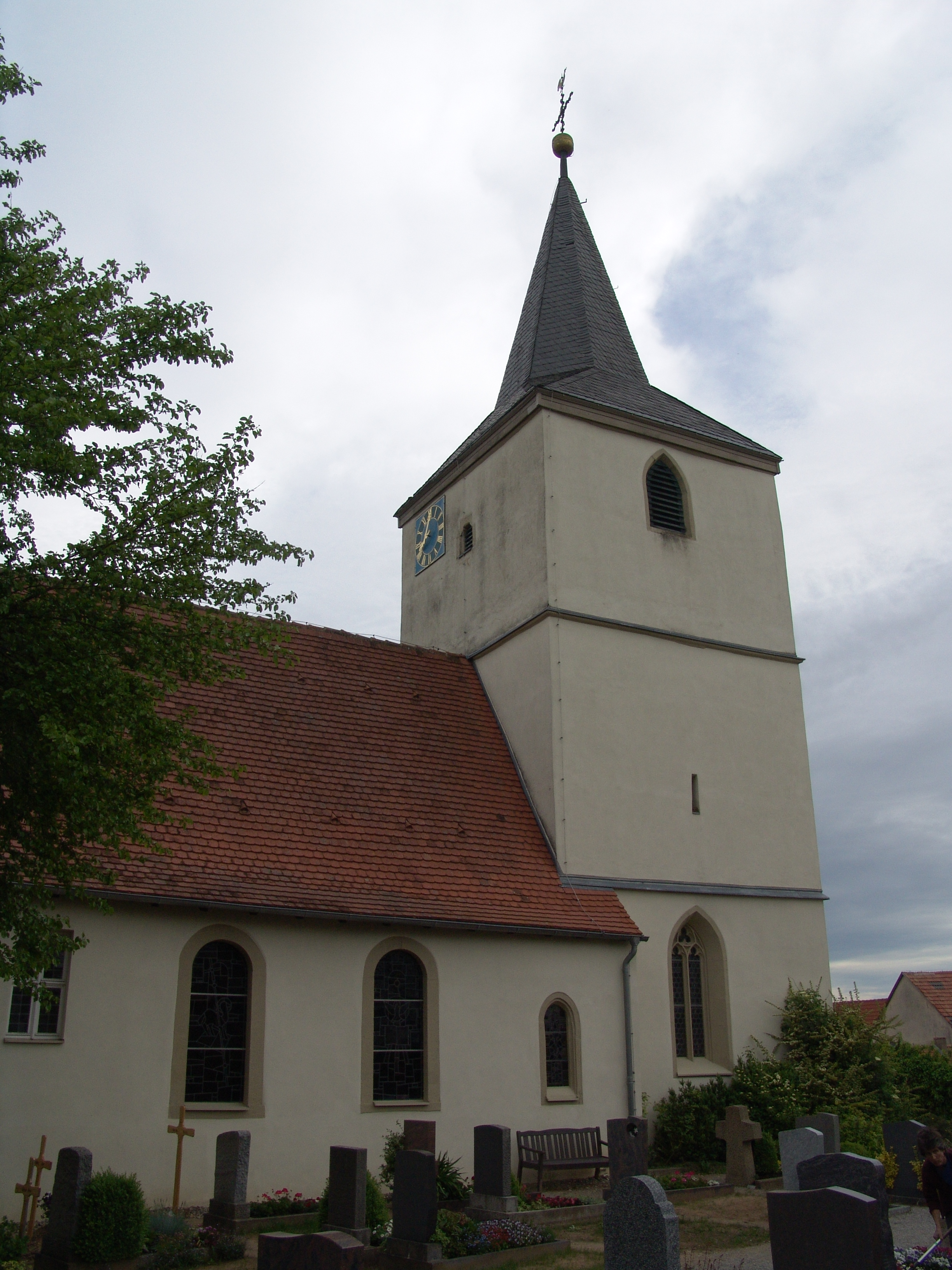
St. Markus in Oberickelsheim

Die denkmalgeschützte, evangelische Filialkirche  St. Markus steht in Oberickelsheim, einer Gemeinde im Landkreis Neustadt an der Aisch-Bad Windsheim (Mittelfranken, Bayern). Die Pfarrkirche ist unter der Denkmalnummer D-5-75-155-3 als Baudenkmal in der Bayerischen Denkmalliste eingetragen. Die Kirche gehört zur Pfarrei Gnötzheim im Dekanat Uffenheim im Kirchenkreis Ansbach-Würzburg der Evangelisch-Lutherischen Kirche in Bayern.

## Beschreibung
Der Chorturm wurde Mitte des 15. Jahrhunderts gebaut. Das Langhaus wurde Mitte des 16. Jahrhunderts erneuert. Die Saalkirche wurde 1741 verändert. Der Chorturm wurde um ein Geschoss aufgestockt, das die Turmuhr und den Glockenstuhl beherbergt, und mit einem schiefergedeckten, achtseitigen Knickhelm bedeckt. Der Innenraum des Chors, d. h. das Erdgeschoss des Chorturms, ist mit einem Kreuzrippengewölbe überspannt, und ist mit Wand- und Deckenmalereien versehen. Das mit  einer Flachdecke überspannte Langhaus hat Emporen an zwei Seiten. Zur Kirchenausstattung gehören ein Sakramentshaus aus der Mitte des 15. Jahrhunderts, die Kanzel von 1592 und der Altar aus dem späten 17. Jahrhundert.